# Центар за нематеријално културно наслеђе Србије
Центар за нематеријално културно наслеђе Србије је отворен 20. јуна 2012. године у Етнографском музеју у Београду, с циљем подизања свести о значају нематеријалног културног наслеђа, подстицања стручне јавности и локалних заједница на деловање у очувању живог наслеђа.

## Активности Центра
Центар за нематеријално културно наслеђе Србије је задужен за:
- прикупљање,
- документовање,
- истраживање, и
- презентацију елемената нематеријалног културног наслеђа са територије Републике Србије.

У остваривању својих задатака Центар сарађује с другим установама, удружењима, организацијама и појединцима у земљи и иностранству. Посебне активности су усмеремне на сарадњу са носиоцима наслеђа и локалним заједницама, на подизању свести о значају очувања овог дела наслеђа, његовом препознавању, практиковању и преношењу на следеће генерације.

## Задаци и циљеви Центра
Народна скупштина Републике Србије у мају 2010. године ратификовала је Унескову Конвенцију о очувању нематеријалног културног наслеђа и она чини полазну основу рада Центра за нематеријално културно наслеђе Србије.
Центру за нематеријално културно наслеђе Законом о културном наслеђу из 2021. и Законом о музејској делатности из 2021. године поверени су послови централне установе за очување нематеријалног културног наслеђа који се односе на: 
- вођење регистра нематеријалног културног наслеђа,
- израду номинационих досијеа за упис нематеријалног културног наслеђа Србије на Унескове листе,
- учешће у изради Програма развоја заштите и очувања културног наслеђа у Републици Србији, и
- израде стратегије развоја установа заштите.

Осим набројаних послова Центру су поверене и следећи задаци:
- старање о усклађивању стандарда поступања домаћих установа заштите са међународно признатим стручним стандардима,
- старање о уједначавању праксе установа заштите приликом примене међународних конвенција у области заштите и очувања културног наслеђа,
- утврђивање јединствене полазне основе за израду плана дигитализације и електронске обраде културног наслеђа, и
- доношење стручних упутства за установе заштите у Републици Србији.

Један је од најважнијих задатака Центра за нематеријално културно наслеђе јесте вођење и чување Националног регистра нематеријалног културног наслеђа, као и целокупне документације о нематеријалном културном наслеђу у електронском, папирном, видео и аудио облику.